# Бутово (Белгородская область)
Бутово — село в Яковлевском районе Белгородской области России, центр Бутовского сельского поселения.

## География
Село расположено в западной части Белгородской области, в 17,1 км по прямой к западу от районного центра, города Строителя, в 24,1 км по прямой к северо-западу от северо-западных окраин города Белгорода. Ближайшие населённые пункты: село Черкасское (в 2,3 км) на севере, деревня Ямное (в 2,1 км) и село Высокое (в 3,1 км) на юге, село Казацкое (в 3 км) на юго-востоке.

## История

### Происхождение названия
По одной из версий, в период Северной войны 1700—1721 годов Пётр I расположил здесь будки — поселение для солдат. Это, якобы, и дало название селу.
Другая версия говорит о том, что земли, на которых находится село, когда-то принадлежали помещику Бутову. Отсюда, якобы, и происходит название села.

### Исторический очерк
В 1819 году в Бутове была построена Николаевская церковь.

Данные переписи августа-сентября 1884 года:
Грайворонского уезда волостное село Бутово и хутор Бутов 319 дворов. Грамотных: девяносто мужиков и одна женщина, в местной школе училось 29 мальчиков и 4 девочки.
Недалеко от церкви села Бутова находилось здание, где располагалось волостное управление. Это было высокое одноэтажное деревянное строение квадратной формы с массивными дверями и большими окнами, над которыми красовались резные украшения.
В 1898 году в селе Бутове открылась больница.
Осенью 1929 года бутовские крестьяне организовали колхоз, который получил название «Октябрь».
В 1935—1936 годы в селе Бутове был построен деревянный клуб.
1 января 1938 года на территории села Бутова была организована машинно-тракторная станция. В том же году при МТС были организованы женские курсы трактористов.
В 1938 году был построен кирпичный завод. Завод производил кирпич-сырец, который шел на нужды колхозников.
В 1938 году в селе Бутове появился родильный дом.
22 июня 1941 года началась Великая Отечественная война. На следующий день началась мобилизация. Призывали мужчин, родившихся с 1900 по 1920 годы. В начале октября 1941 года объявили эвакуацию скота, лошадей, коров. Эвакуировали и людей. Сельский Совет был эвакуирован до 20 октября 1941 года.
22 октября 1941 года в село пришли немцы, оккупация продолжалась до августа 1943 года.
В годы войны на фронт было мобилизовано более 300 человек. Большая часть из них погибли в боях с немецко-фашистскими захватчиками. Их имена занесены в книгу Памяти. Во время войны кирпичный завод был разрушен, а после войны был разобран жителями села для личных нужд.
В 1959 году был построен Бутовский ДК. Он действует и в настоящее время. В здании дома культуры, на втором этаже, размещается библиотека.
В 1956 году было построено здание общежития МТС.
В 1961 году село электрифицировали.
В 1965 году был образован колхоз «Правда».
В конце 1980-х годов в селе образовался новый микрорайон «Березки» из 10 новых коттеджей.
В 1992 году в Бутове началось строительство в микрорайоне «Березки» дополнительно 25 домов.

## Население
В 1858 году X ревизия переписала в селе Бутове «706 душ мужского пола».

Согласно данным переписи 1884 года, в селе проживало 2146 крестьян (1022 мужского пола и 1124 женского пола).
| 2002 | 2010 |
| ---- | ---- |
| 967  | ↘947 |

## Инфраструктура
В 1974 году было закончено строительство молочного комплекса на 1200 голов дойного стада колхоза «Правда». В 1976 году его администрация переехала в новое 2-этажное здание.
В 1977 году в селе возвели новую школу на 280 мест. Здание было щитовое, обложенное красным кирпичом.
В 1988 году села была построена Бутовская врачебная амбулатория. В ней вели прием врач-терапевт, стоматолог, имелся зубопротезный кабинет, кабинет для приёма врача-гинеколога, детский кабинет, физиотерапевтический кабинет, имелась лаборатория.
В 1990 году было построено здание комбината бытового обслуживания (КБО) и бани. В КБО регулярно приезжали парикмахер, мастера по ремонту телевизоров и холодильников. В бане имелась парилка, душевые. При выходе из бани всегда можно было попить горячего чая.
В начале 1991 года на территории сельского Совета стали образовываться фермерские хозяйства. В 1992 году их было уже 10, а в 1993 году — 16 хозяйств.
В 1991 году построено 2-этажное здание администрации сельского Совета. На 2-м этаже расположена администрация сельского Совета, на первом — почта, сберкасса.
В 1991 году на улицах села было сделано наружное освещение.

## Достопримечательности
- В урочище Каменный бугор на территории села в годы войны было расстреляно около 900 человек. Здесь немцы расстреливали пленных солдат, жителей, эвакуированных из других населенных пунктов, людей, угонявших скот от немецких захватчиков, в их числе были и дети. В память о них в 1960 году на этом месте был открыт памятник «Скорбящая мать». Сегодня это место является одним из самых почитаемых в селе, многие приезжают сюда, чтобы почтить память погибших.

- В память о земляках, погибших в годы войны 1941—1945 годах, и воинах, погибших при освобождении села, на территории школьного двора в 1952 году был установлен памятник, а в 1991 году был зажжен Вечный огонь. Имена земляков и воинов, погибших при освобождении села, занесены на мемориальную доску. В день окончания войны 9 мая каждого года здесь бывает митинг. Жители села собираются сюда, чтобы почтить память погибших. Люди приносят цветы, возлагают венки. Жители села считают этот праздник самым большим и торжественным[2].

## Интересные факты
- Славилось село Бутово детским Домом моделей «Бутовчанка». Создан он был 10 октября 1993 года. Возглавила «Бутовчанку» выпускница Московского института текстильной и лёгкой промышленности Алла Геннадиевна Токарева. Мастером по художественной отделке костюмов стала студентка-заочница белгородского колледжа культуры факультета декоративно-прикладного искусства Нина Александровна Фёдорова. Была создана школа манекенщиц, руководила которой хореограф Наталья Захаровна Никитина. Девочки работали над созданием моделей костюмов для студии хореографии, начали разработку проекта школьной формы. Вскоре стала вырисовываться коллекция одежды, которую демонстрировали на школьных мероприятиях, праздниках в Доме культуры. Модели костюмов «Бутовчанки» были показаны на выездном Всероссийском совещании руководящих работников образования, которое проходило в Завидовской средней школе. Представленная коллекция одежды получила очень лестные отзывы. Так началось успешное шествие Детского дома моделей «Бутовчанка» на детском подиуме Белгорода и области[3].